# Aeródromo Viña Tarapacá
El Aeródromo Viña Tarapacá (OACI: SCVT) es un terminal aéreo de la Isla de Maipo, Provincia de Talagante, Región Metropolitana de Santiago, Chile. Es de propiedad pública.